# Ксенофонтов, Александр Сергеевич (кинооператор)
Алекса́ндр Серге́евич Ксенофо́нтов (13 апреля 1912, Ораниенбаум, Санкт-Петербургская губерния — 9 марта 1968, Ленинград) — советский оператор, фронтовой кинооператор в годы Великой Отечественной войны.

## Биография
В 1934 году окончил операторский факультет Государственного института кинематографии.

Работал оператором на киностудии «Ленфильм», во время Великой Отечественной войны был оператором фронтовой кинохроники.

С 1958 года — оператор Ленинградской студии кинохроники.
 Соавтор сценария «Человек-амфибия» (1961).
Скончался 9 марта 1968 года. Похоронен на Богословском кладбище Санкт-Петербурга.

### Семья
Жена — Людмила Петровна Ксенофонтова (1927—2010), актриса,
Сын — Сергей Александрович Ксенофонтов (1953—2021), архитектор,
Внучка - Ксения Сергеевна Ксенофонтова (1988), архитектор.

## Фильмография

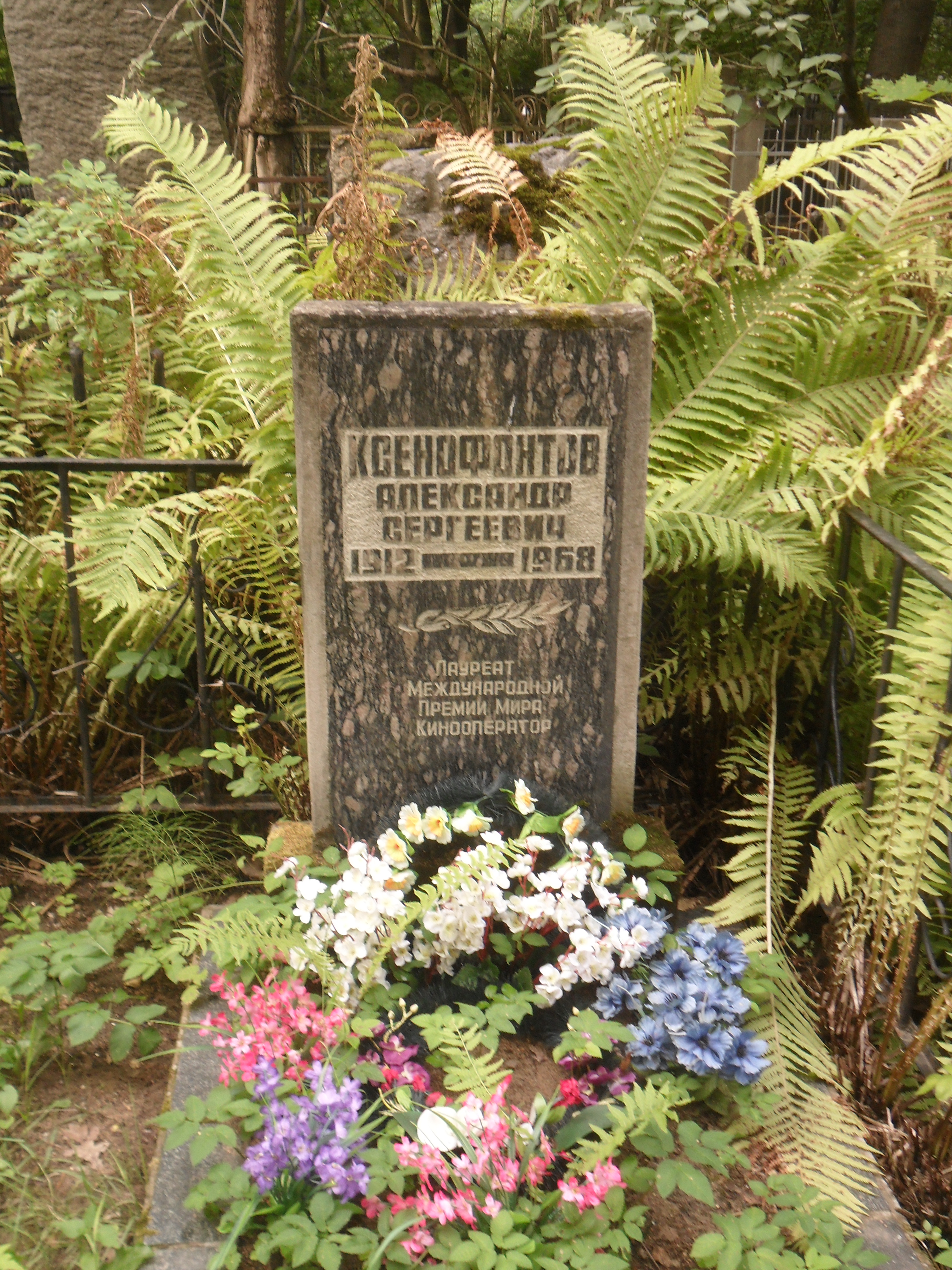
Могила А. С. Ксенофонтова на Богословском кладбище

- 1934 — Чапаев (совм. с А. Сигаевым)
- 1940 — Возвращение
- 1949 — Юность мира
- 1953 — Горячее сердце (телеспектакль); Слуга двух господ (телеспектакль)
- 1954 — Зелёный дол
- 1956 — Пять дней (короткометражный)
- 1959 — Невские мелодии
- 1964 — Огни великого почина
- 1965 — Время, которое всегда с нами
- 1968 — Солдаты Октября

## Награды
- Орден Отечественной войны II степени (14.6.1945; был представлен к ордену Отечественной войны I степени)
- Орден Красной Звезды (1.1.1944)
- Медали